# Важке життя (фільм, 1961)
«Важке життя» (італ. Una Vita difficile) — італійський комедійно-драматичний фільм 1961 року режисера Діно Різі. Фільм згодом був внесений до списку 100 італійських фільмів, які потрібно зберегти, від післявоєнних до вісімдесятих років.

## Сюжет
Сільвіо Маньоцці (Альберто Сорді) людина високих моральних стандартів програє у життєвих колізіях, навіть свою дружину Олену Павінато (Леа Массарі). Замість того, щоб лицемірно лизати чоботи своїх начальників і йти вгору по сходах успіху, він прогає у цих змаганнях. Згодом Сільвіо пом'якшує свої вимоги і починає жити так, як інші. Чи зможе Сільвіо вистояти?

## Ролі виконують
- Альберто Сорді — Сільвіо Маньоцці
- Леа Массарі — Олена Павінато
- Франко Фабріці — Франко Сімоніні
- Ліна Вольонґі[it] — Амалія Павінато
- Клаудіо Гора[it] — комендаторе Браччі
- Антоніо Чента[it] — Карло

## Навколо фільму
- Зйомки відбувалися на озері Комо в Ленно (Тремеццина), а також Льєрні та Варенні.

## Нагороди
- 1962 Премія Давида ді Донателло[1]:
  - найкращому продюсерові[it] — Діно де Лаурентіс, разом з Анджело Ріццолі за фільм «Собачий світ» (Mondo Cane, 1962)
  - спеціальна премія за найкращу головну жіночу роль — Леа Массарі